# Acacia vincentii
Acacia vincentii — вид квіткових рослин з родини бобових. Ареал: Австралія (Західна Австралія).

## Середовище
Його знайшли на пісковикових хребтах та осипах у низьких чагарниках разом з видами гревіллеї, евкаліпта та борії. Зустрічається в північному регіоні Кімберлі в екорегіоні тропічної савани Кімберлі..

## Біоморфологічна характеристика
Це кущ заввишки до 3 метрів. Згідно з гербарними записами, час цвітіння – січень, червень або серпень, а час плодоношення – червень або серпень. Vає довгі, дугасті гілки з циліндричними та запушеними гілочками, що мають стійкі щетиноподібні прилистки завдовжки від 2 до 2,5 мм. Вічнозелені філодії мають нерівносторонньо довгасто-обернено-ланцетну форму із заокругленим верхнім краєм; мають довжину від 4,5 до 5 мм і ширину від 1,5 до 2 мм, а також два або три злегка підняті жилки. Прості суцвіття розташовані поодинці в пазухах листків і мають зворотноеліпсоїдні квіткові голови діаметром 5,5 мм, які містять 41 жовту квітку. Волохаті й вигнуті стручки мають вузько-довгасту форму, мають довжину до 5,5 см, ширину від 5 до 10 мм і містять блискуче чорне насіння.